# Drosophilinae
Drosophilinae är den största underfamilj av små flugor inom familjen Drosophilidae. Flugorna inom denna underfamilj är mer kända som "fruktflugor" eller bananflugor och är ofta föremål för forskning inom genetik och evolution på grund av deras korta livscykel och reproduktionsmönster. Dessa flugor är också vanliga inom laboratorieforskning och används ofta som modellorganismer inom biologisk forskning.